# Massy (Saône-et-Loire)
Massy ist eine Commune déléguée in der französischen Gemeinde La Vineuse sur Fregande mit 54 Einwohnern (Stand: 1. Januar 2022) im Département Saône-et-Loire in der Region Bourgogne-Franche-Comté. 
Zum 1. Januar 2017 wurde die Gemeinde Massy mit der Nachbargemeinden Donzy-le-National, La Vineuse und Vitry-lès-Cluny zur Commune nouvelle La Vineuse sur Fregande vereinigt. Sie gehörte zum Arrondissement Mâcon und war Teil des Kantons Cluny. 

## Geografie
Massy liegt etwa fünf Kilometer nordnordwestlich von Cluny. 

## Bevölkerungsentwicklung
| Jahr                      | 1962 | 1968 | 1975 | 1982 | 1990 | 1999 | 2006 | 2013 |
| Einwohner                 | 64   | 74   | 61   | 60   | 60   | 50   | 55   | 65   |
| Quelle: Cassini und INSEE |      |      |      |      |      |      |      |      |

## Sehenswürdigkeiten
- romanische Kirche Saint-Denis aus dem 11. Jahrhundert, Monument historique seit 1991

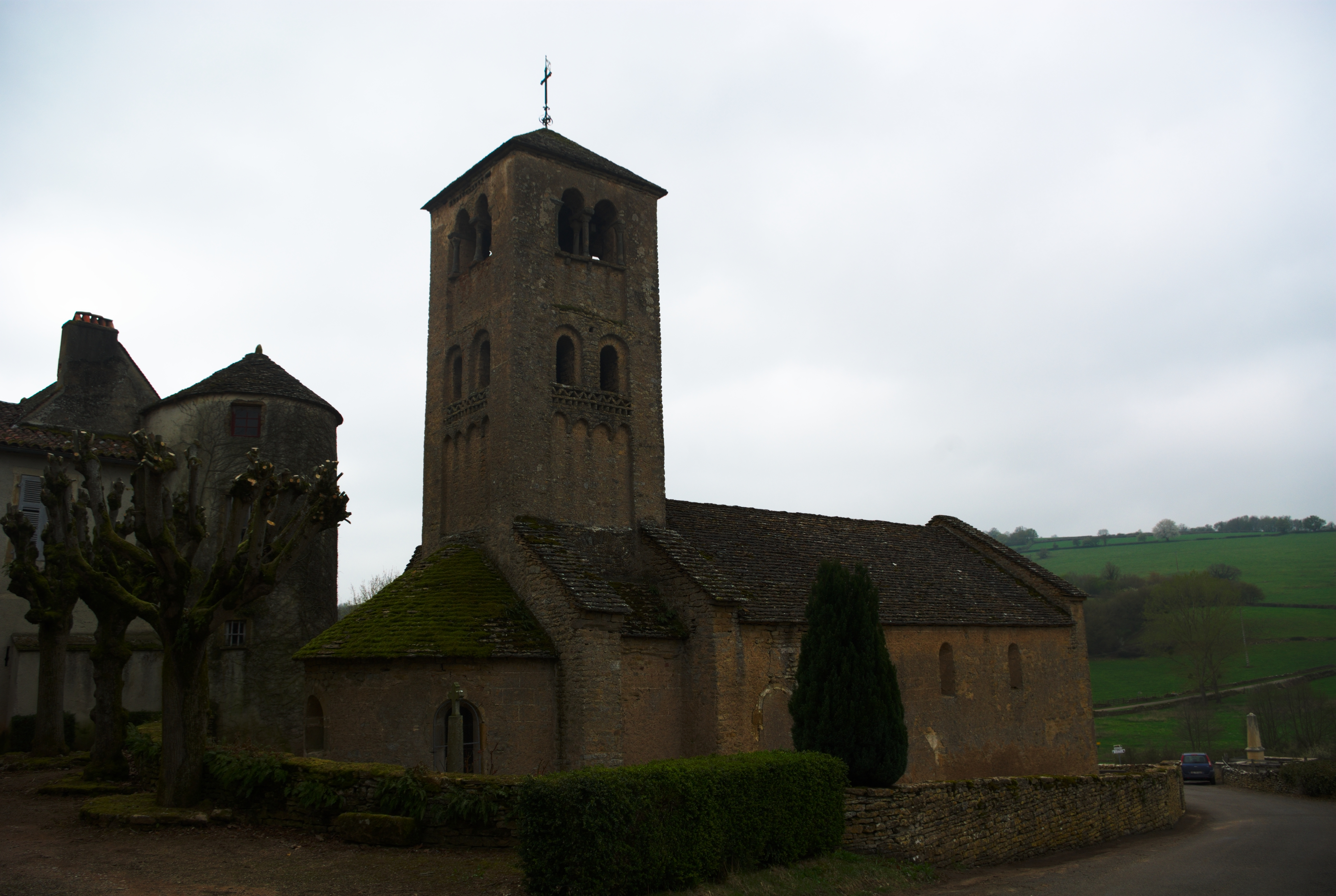
Kirche Saint-Denis